# Ashraf Marwan
Ashraf Marwan (en árabe: أشرف مروان, 2 de febrero de 1944 – 27 de junio de 2007) fue un multimillonario egipcio. Marwan trabajó como espía para el Mosad israelí; se cree que también actuó como un agente doble para el gobierno egipcio, ganándose la confianza de la agencia de inteligencia israelí para alimentar la estrategia egipcia de cara a la guerra del Yom Kippur, haciendo falsos avisos para que cuando dio el verdadero, las fuerzas israelíes lo tomaran como una información no segura.
Desde 1968 y hasta 1976, Marwan trabajó en el gobierno egipcio, primero para asuntos menores durante la presidencia de Nasser; más tarde, con la presidencia de Sadat, ocupó la secretaría del Presidente de la República para las Relaciones Exteriores.
Su época como informante del Mosad fue de 1969 a 1998, dando información sobre elementos estratégicos de las Fuerzas Armadas de Egipto a los israelíes para ganar su confianza. El jefe del Mosad en aquella época, el Aluf (general) Zvi Zamir, lo describió como "la mejor fuente que hemos tenido jamás".

## Biografía

### Educación
Marwan nació en el reino de Egipto el 2 de febrero de 1944 en una familia bien posicionada. Su abuelo fue jefe de las cortes de Sharia en Egipto, y su padre fue un oficial militar que alcanzó en rango de General en la Guardia Republicana Egipcia. En 1965, a la edad de 21 años, Marwan se graduó de Ingeniería química en la Universidad de El Cairo y se unió al ejército. El mismo año, Mona Nasser, la hija del presidente Gamal Abdel Nasser, se enamoró de Marwan y aunque el presidente Nasser tenía dudas sobre la relación, pues creía que a Marwan le interesaba más el posible posicionamiento político que su hija, accedió a que se casasen. La boda se celebró en julio de 1966.
En 1968, Marwan comenzó a trabajar en la oficina presidencial bajo la supervisión de Sami Sharaf, un ayudante de Nasser y cara visible del Servicio de Seguridad Egipcio, quien siempre mantuvo un ojo sobre Marwan. A finales de ese año, Marwan, Mona y su hijo recién nacido, Gamal, se mudaron a Londres para que Marwan continuase sus estudios. Unos meses después, Nasser obligaría a la familia a volver a El Cairo, tras enterarse de la lujosa vida que llevaban en Londres. Marwan volvió a la oficina de Sami Sharaf.

### Política
Desde 1968 hasta 1970, trabajó en asuntos menores de la oficina presidencial del presidente egipcio, su suegro, Gamal Abdel Nasser.
Después de la repentina muerte por un ataque cardiaco del presidente Nasser, Marwan continuó trabajando en la oficina presidencial cuando el hasta entonces vicepresidente, Anwar el-Sadat tomó posesión del cargo de manera interina. Marwan se mantuvo trabajando cada vez más cercano a Sadat, quien estaba muy interesado en mantener cerca a Marwan, como enlace a la familia Nasser, para demostrar su fidelidad con el nasserismo a los seguidores del expresidente.
En 1971, tras la revolución correctiva, Sami Sharaf fue arrestado y Anwar el-Sadat le propuso a Marwan ocupar su puesto. Marwan aceptó el título oficial, aunque en la práctica se dedicó a ser un emisario del presidente Sadat, especialmente en las relaciones con Arabia Saudí y Libia. El cargo le valió a Marwan para mantener relaciones cercanas con Kamal Adham, (cuñado del rey Fáisal, ayudó a crear y dirigió el Al Mukhabarat Al A'amah, el servicio de inteligencia saudí) y con Muamar el Gadafi,
Desde 1971 hasta 1973, Marwan tuvo un trabajo muy centrado en mejorar las relaciones y la cooperación entre Libia y Egipto como preámbulo de la guerra del Yom Kippur. Consiguió entre otras cosas, mantener el comercio con Libia después del bloqueo comercial de Francia a Egipto y la mejora en el precio del petróleo que Libia vendía a Egipto.

### Informante del Mosad
Marwan fue informante del Mosad desde 1968 hasta 1998. Durante esos 30 años, Marwan proporcionó información de ámbito político, militar, estratégico y social.
Su contribución más reconocida fue de 1971 a 1973, en los años previos a la guerra del Yom Kippur, cuando Marwan proporcionó una cantidad ingente de información militar (tanto de bases, planes, estrategias, tamaño de fuerzas...) sobre Egipto a los israelíes. Sin embargo, a lo largo de 1973, dio 2 avisos sobre el comienzo de la guerra por parte de Egipto que resultaron ser falsas, con la consiguiente perdida económica para Israel por la movilización militar al Sinaí de sus fuerzas más el aprovisionamiento del 8 % de sus reservistas.
En el tercer aviso, el 5 de octubre de 1973, aunque Marwan usó el código "mucho potasio" (palabra clave para indicar que la guerra era inminente), las Fuerzas de Defensa de Israel decidieron no desplegar todos sus efectivos, como en las ocasiones anteriores. Lo que supuso que el 6 de octubre, en el ataque coordinado de Siria y Egipto, los egipcios consiguieran penetrar en el Sinaí, aunque los sirios fueron detenidos en los Altos del Golán.
En diciembre de 2002, la actividad como espía del Mosad de Ashraf Marwan (bajo el nombre en clave "The Angel") fue revelada por el historiador israelí, afincado en Londres, Ahron Bregman, quien afirmó que Marwan era un agente doble que había engañado a los israelíes. La fuente de Bregman fue el ex-Aluf Eli Zeira, director de la Inteligencia Militar de Israel durante la guerra de 1973.

### Secretario de Relaciones Exteriores del Presidente de la República
En 1974, tras los sucesos de la guerra del Yom Kippur, el presidente Sadat despidió a su hasta entonces ministro de relaciones exteriores, Ismail Fahmi, y propuso a Marwan ocupar el puesto.
Continuo en el puesto hasta marzo de 1976, momento en el cual Marwan se había ganado muchos enemigos políticos en Egipto que le acusaban de aprovechar su cercanía con Sadat para haber escalado puestos en la administración. Ante tales presiones, Sadat acabó despidiendo a Marwan.

### Organización árabe para la industrialización
Marwan fue propuesto para dirigir la Organización Árabe para la Industrialización, un complejo industrial militar en El Cairo financiado por Arabia Saudí, los Emiratos Árabes Unidos y Catar. Con el tiempo, volvieron las presiones sobre Sadat por el nombramiento de Marwan, y el presidente acabó relevando a Marwan de su puesto en octubre de 1978.

### Empresas
Tras el asesinato del presidente Anwar el-Sadat en 1981, Marwan abandonó Egipto para mudarse a Londres, donde comenzó una carrera empresarial muy productiva, alcanzando una fortuna desconocida, aunque se sabe que era multimillonaria.

## Muerte
Ashraf Marwan murió el 27 de junio de 2007 debido a una rotura aórtica traumática provocada por una caída desde el balcón en su apartamento del Carlton House Terrace, Londres. Los informes policiales de Scotland Yard apuntaron a que no había ningún indicio de que pudiese ser un suicidio, ya que su agenda estaba repleta de reuniones y algunos problemas de salud que tenía le hubieran impedido subirse a la barandilla.
Marwan habría trabajado para la inteligencia egipcia, israelí, italiana, americana y británica y fue el tercer egipcio que murió en circunstancias similares viviendo en Londres: El-Leithy Nassif, exjefe de la guardia presidencial del  presidente egipcio Anwar Sadat, cayó desde un balcón de la Torre Stuart en 1973, Soad Hosny cayó desde el balcón de la Torre Stuart en 2001. Los tres tenían vínculos con los servicios de inteligencia  egipcios y estaban escribiendo sus memorias al momento de sus muertes.

## En la cultura popular
Ahron Bregman publicó un libro en 2016 sobre su relación con Marwan titulado The Spy Who Fell to Earth (en inglés: El espía que cayó a la tierra). En 2016, Salon Productions compró los derechos del libro para hacer un documental homónimo dirigido por Thomas Meadmore y estrenado en la plataforma de streaming Netflix en 2019.
El profesor de la Universidad de Haifa Uri Bar-Joseph escribió un libro en 2016 sobre la vida de Ashraf Marwan titulado The Angel: The Egyptian Spy Who Saved Israel (en inglés: El Ángel: El espía egipcio que salvó Israel). Sumatra Films compró los derechos del libro y realizó una película dirigida por Ariel Vromen estrenada con un título homónimo en Netflix en 2018.